# 王绪恭

王绪恭（1991年）

王绪恭（1933年3月25日—2023年3月20日），山东安丘人，1948年入伍，1956年加入中国共产党。中国人民解放军将领、中国人民解放军海军中将、原中国人民解放军海军航空兵部司令员。
第七届、八届全国人民代表大会代表，中国人民政治协商会议第九届全国委员会委员。他1988年被授予海军少将军衔，1991年晋升为海军中将军衔，曾荣获中国人民解放军胜利功勋荣誉章。
2023年3月20日，在青岛逝世。